# بورسو ديل غرابا
بورسو ديل غرابا (بالإيطالية: Borso del Grappa)‏ هي بلدية تابعة مقاطعة تريفيزو بمنطقة فنيتة شمال شرق إيطاليا.